# تحت لوای مستی
تحت لوای مستی (انگلیسی: Under Two Jags) یک فیلم کمدی صامت آمریکایی است که در سال ۱۹۲۳ منتشر شد.

## بازیگران
- استن لورل
- کاترین گرانت
- می دالبرگ
- سمی بروکس
- ویلیام گیلسپی
- ادی بیکر
- جرج رو
- چارلز استیونسون